# Catanduvas (Paraná)
Catanduvas ist ein brasilianisches Munizip im Südwesten des Bundesstaats Paraná. Es hat 11.878 Einwohner (2022), die sich Catanduvenser nennen. Seine Fläche beträgt 580 km². Es liegt 706 Meter über dem Meeresspiegel.

## Etymologie
Der Name stammt aus dem Tupi. Er bedeutet Schwarm Roter Ibisse: tyba = Ansammlung und catan = Roter Ibis.

## Geschichte

### Revolution 1924
Als eine der wenigen brasilianischen Gemeinden, die über einen Telegrafen verfügten, wurde Catanduvas von rund 400 Aufständischen der Revolution von 1924 als eine Art Hauptquartier gewählt. Aus diesem Grund wurde die Stadt zum Schauplatz von Kämpfen in dem Konflikt, der darauf abzielte, den Präsidenten Artur da Silva Bernardes zu stürzen. Die Spuren dieser Zeit, die den Westen Paranás aus nationaler Sicht lange Zeit charakterisierte, sind noch immer lebendig und werden an Orten, die zu Touristenattraktionen in Catanduvas geworden sind, dauerhaft in Erinnerung gehalten.

### Besiedlung
Der Westen Paranás wurde ab den 1960er Jahren in einem beschleunigten Rhythmus besiedelt. Zwei wichtige Migrationsströme prägten die Struktur der Agrarwirtschaft. Der eine bestand aus europäischen Nachkommen, der andere kam aus den Kaffeeanbaugebieten im Norden von Paraná. Dieser kulturelle Aufschwung resultierte aus der Revolution von 1924 und erreichte mit der effektiven Kolonisierung des Gebiets seinen Höhepunkt. Daraus entstand eine Vielfalt an Bräuchen und Traditionen, die zur Wirtschaft des Munizips beitragen. Die Produktion von Wein und anderen weinbeerenbasierten Produkten wurde von Nachfahren italienischer Einwanderer eingeführt.

### Erhebung zum Munizip
Catanduvas wurde durch das Staatsgesetz Nr. 4245 vom 25. Juli 1960 aus Guaraniaçu ausgegliedert und in den Rang eines Munizips erhoben. Es wurde am 8. Dezember 1961 als Munizip installiert.

## Geografie

### Fläche und Lage
Catanduvas liegt auf dem Terceiro Planalto Paranaense (der Dritten oder Guarapuava-Hochebene von Paraná). Seine Fläche beträgt 580 km². Es liegt auf einer Höhe von 706 Metern.

### Vegetation
Das Biom von Catanduvas ist Mata Atlântica.

### Klima
Das Klima ist gemäßigt warm. Es werden hohe Niederschlagsmengen verzeichnet (1980 mm pro Jahr). Im Jahresdurchschnitt liegt die Temperatur bei 19,6 °C. Die Klimaklassifikation nach Köppen und Geiger lautet Cfa.

### Gewässer
Catanduvas liegt im Einzugsgebiet des Rio Iguaçu. Sein rechter Nebenfluss Rio Guarani und dessen Zufluss Rio Izolina bilden die östliche Grenze des Munizips. Die nördliche und die westliche Grenze wird vom Rio Tormenta markiert.

### Straßen
Catanduvas ist über die PR-471 mit Nova Prata do Iguaçu im Süden und der BR-277 im Norden verbunden, die von Foz do Iguaçu zum Hafen Paranaguá über die Großstädte Cascavel und Guarapuava führt.

### Nachbarmunizipien
| Cascavel |                                             | Ibema            |
|          | Kompassrose, die auf Nachbargemeinden zeigt | Guaraniaçu       |
|          | Três Barras do Paraná                       | Quedas do Iguaçu |

## Stadtverwaltung
Bürgermeister: Moises Aparecido de Souza, PSD (2021–2024)
Vizebürgermeister: Carlos dos Santos, PSC (2021–2024)

## Demografie

### Bevölkerungsentwicklung
| Jahr | Einwohner | Stadt | Land |
| ---- | --------- | ----- | ---- |
| 1970 | 25.726    | 9 %   | 91 % |
| 1980 | 36.325    | 24 %  | 76 % |
| 1991 | 9.821     | 38 %  | 62 % |
| 2000 | 10.421    | 47 %  | 53 % |
| 2010 | 10.202    | 52 %  | 48 % |
| 2022 | 11.878    |       |      |

Quelle: IBGE (2011) und Volkszählung 2022

### Ethnische Zusammensetzung
| Gruppe * | 1991    | 2000    | 2010    | wer sich als …                                                                   |
| --- | ------- | ------- | ------- | -------------------------------------------------------------------------------- |
| Weiße | 69,0 %  | 68,7 %  | 59,4 %  | weiß bezeichnet                                                                  |
| Schwarze | 1,4 %   | 3,3 %   | 3,6 %   | schwarz bezeichnet                                                               |
| Gelbe | 0,1 %   | 1,3 %   | 0,3 %   | von fernöstlicher Herkunft wie japanisch, chinesisch, koreanisch etc. bezeichnet |
| Braune | 29,4 %  | 25,9 %  | 36,4 %  | braun oder als Mischung aus mehreren Gruppen bezeichnet                          |
| Indigene | 0,1 %   | 0,1 %   | 0,2 %   | Ureinwohner oder Indio bezeichnet                                                |
| ohne Angabe | 0,0 %   | 0,7 %   | 0,0 %   |                                                                                  |
| Gesamt | 100,0 % | 100,0 % | 100,0 % |                                                                                  |
| *) Anmerkung: Das IBGE verwendet für Volkszählungen ausschließlich diese fünf Gruppen. Es verzichtet bewusst auf Erläuterungen. Die Zugehörigkeit wird vom Einwohner selbst festgelegt. |         |         |         |                                                                                  |

Quelle: IBGE (Stand: 1991, 2000 und 2010)

## Wirtschaft

### Kennzahlen
Mit einem Bruttoinlandsprodukt pro Einwohner von 23.842,55 R$ bzw. rund 5.300 € lag Catanduvas 2019 auf dem 284. Platz im dritten Viertel der 399 Munizipien Paranás.
Sein mittelhoher Index der menschlichen Entwicklung von 0,678 (2010) setzte es auf den 308. Platz im untersten Viertel der paranaischen Munizipien.